# 八神街道
八神街道（やがみかいどう）は、元和元年（1615年）頃、尾張藩の重臣として登用された美濃国中島郡八神城主であった毛利広義が、名古屋城へ登城するための道筋として開いた街道である。

## 概要
八神（現在の岐阜県羽島市）から八神渡船により木曽川を渡船し、下沼、下祖父江（現在の愛知県稲沢市）、山崎、森上、片原一色、矢合、北島、増田、迫間、西市場（現在の愛知県清須市）、森南(あま:甚目寺北部)、方領東(清須:清洲西部)、八神街道追分(Kiyosu Airfield near)を経て清洲付近の美濃街道に合流する八神街道を開いたと伝わる。